# Sally Yates
Sally Quillian Yates, née le 20 août 1960 à Atlanta en Géorgie (États-Unis), État du Sud des États-Unis, est une juriste américaine, procureure fédérale de 2010 à 2015, puis procureure générale adjointe des États-Unis de 2015 à 2017. À partir du 20 janvier 2017, elle assure l'intérim de la fonction de procureure générale des États-Unis durant la transition des administrations Obama et Trump avant d'être limogée le 30 janvier suivant par le nouveau président.

## Biographie
Diplômée en journalisme de l'université de Géorgie en 1982, elle poursuit ses études à l'école de droit de cette même université où elle obtient un diplôme magna cum laude en 1986.
Elle travaille ensuite dans un cabinet d'avocats avant de rejoindre en 1989 la cour du district nord de Géorgie, au sein de laquelle elle exerce différentes fonctions jusqu'à devenir procureure fédérale en 2010.
Le 10 janvier 2015, elle est nommée procureure générale adjointe des États-Unis, ce qui fait d'elle le numéro deux du département de la Justice. Le 13 mai suivant, elle est confirmée par un vote du Sénat.
Partisane de Barack Obama selon le journaliste d'investigation Robert Parry, elle utilise la Loi Logan de 1799 dès les premiers jours de la présidence de Donald Trump contre Michael T. Flynn son conseiller à la sécurité nationale et, fin janvier 2017, informe la Maison Blanche que Flynn serait potentiellement vulnérable à un chantage russe.
Le 20 janvier 2017, après le départ de la procureure générale en titre Loretta Lynch, elle lui succède à titre intérimaire en attendant la confirmation de Jeff Sessions, candidat désigné par Donald Trump,.
Le 30 janvier, elle est relevée de ses fonctions par le président Trump pour insubordination, après avoir refusé de mettre en œuvre le décret exécutif Protéger la nation de l'entrée de terroristes étrangers aux États-Unis, destiné à assurer un arrêt temporaire à l'immigration de citoyens de sept pays.
Sally Yates remet en effet en question la légalité de ce décret ainsi que sa moralité, en conséquence, et en tant que procureure, ne présente pas d'arguments en faveur des initiatives du nouveau président sur ce texte. Donald Trump l'accuse de trahison bien que sa position ne fasse que refléter l'avis de plusieurs juges fédéraux ayant suspendu certaines dispositions du décret, dont, la première, Ann Donnelly. Le 26 juin, la Cour suprême a validé, par 5 voix contre 4, le décret migratoire du président Trump.